# The Wretched Spawn
The Wretched Spawn är det amerikanska death metal-bandet Cannibal Corpses nionde fullängdsalbum, utgivet den 24 februari 2004 av Metal Blade Records.
Albumet har släppts i ytterligare två versioner, en begränsad digipack och en box. Den senare innehåller för övrigt även en DVD-dokumentär om hur albumet gjordes. En musikvideo har gjorts på spåret "Decency Defied".

## Låtförteckning
| Nr           | Titel                     | Kompositör            | Längd |
| ------------ | ------------------------- | --------------------- | ----- |
| 1.           | Severed Head Stoning      | O'Brien, Webster      | 1:45  |
| 2.           | Psychotic Precision       | O'Brien, Mazurkiewicz | 2:56  |
| 3.           | Decency Defied            | Owen                  | 2:59  |
| 4.           | Frantic Disembowelment    | O'Brien, Mazurkiewicz | 2:50  |
| 5.           | The Wretched Spawn        | Webster               | 4:09  |
| 6.           | Cyanide Assassin          | Webster               | 3:11  |
| 7.           | Festering in the Crypt    | Owen                  | 4:38  |
| 8.           | Nothing Left to Mutilate  | Owen                  | 3:49  |
| 9.           | Blunt Force Castration    | O'Brien, Mazurkiewicz | 3:27  |
| 10.          | Rotted Body Landslide     | Webster               | 3:24  |
| 11.          | Slain                     | Owen                  | 3:32  |
| 12.          | Bent Backwards and Broken | Webster               | 2:58  |
| 13.          | They Deserve to Die       | Webster               | 4:44  |
| Total längd: | Total längd:              | Total längd:          | 44:22 |

| 1. | The Making of The Wretched Spawn (Bonus-DVD) |  |

## Medverkande
Musiker (Cannibal Corpse-medlemmar)
- George "Corpsegrinder" Fisher – sång
- Pat O'Brien – gitarr
- Jack Owen – gitarr
- Alex Webster – basgitarr
- Paul Mazurkiewicz – trummor

Produktion
- Neil Kernon – producent, ljudmix
- Justin Leeah – ljudtekniker
- Brad Vance – mastering
- Brian J. Ames – omslagsdesign
- Vincent Locke – omslagskonst
- Alex Solca – foto